# Переключатель мертвеца
Переключатель мертвеца[уточнить] (англ. dead man's switch, имеет ряд альтернативных названий: устройство безопасности водителя, контроль присутствия оператора, контроль бдительности, система оповещения) — система (устройство), предназначенная для активации, если человек-оператор становится недееспособным — например, в случае его внезапной смерти, потери сознания или удаления от выполняемых функций.
Эти устройства останавливают машину или механизм без оператора, предотвращая возможные губительные последствия; устанавливаются на транспорте, в лифтах, аттракционах, медицинских устройствах и в других местах, где необходимо обеспечить безопасность. В современных условиях, когда некоторые страны обладают ядерным оружием, эти системы обеспечивают автоматический запуск стратегических ракет (в случае выполнения ряда условий), даже если всё руководство какой-либо страны уничтожено.
Необходимость применения устройств контроля над человеком-оператором стала актуальной с появлением трамваев на электрической тяге в Северной Америке, а позже — с развитием железнодорожного транспорта вообще. Автоматические устройства контроля начали развёртываться в метро Нью-Йорка в начале XX века. Крушение на Мэлбон-стрит в Бруклине, хотя и не связанное с недееспособностью машиниста, вызвало необходимость всеобщего внедрения таких устройств для остановки поездов в случае бездействия оператора. Состояние и работа как оператора, так и переключателя мертвеца могут записываться на регистраторе событий поезда (обычно известном как «чёрный ящик»).

## Типы систем

### Механические

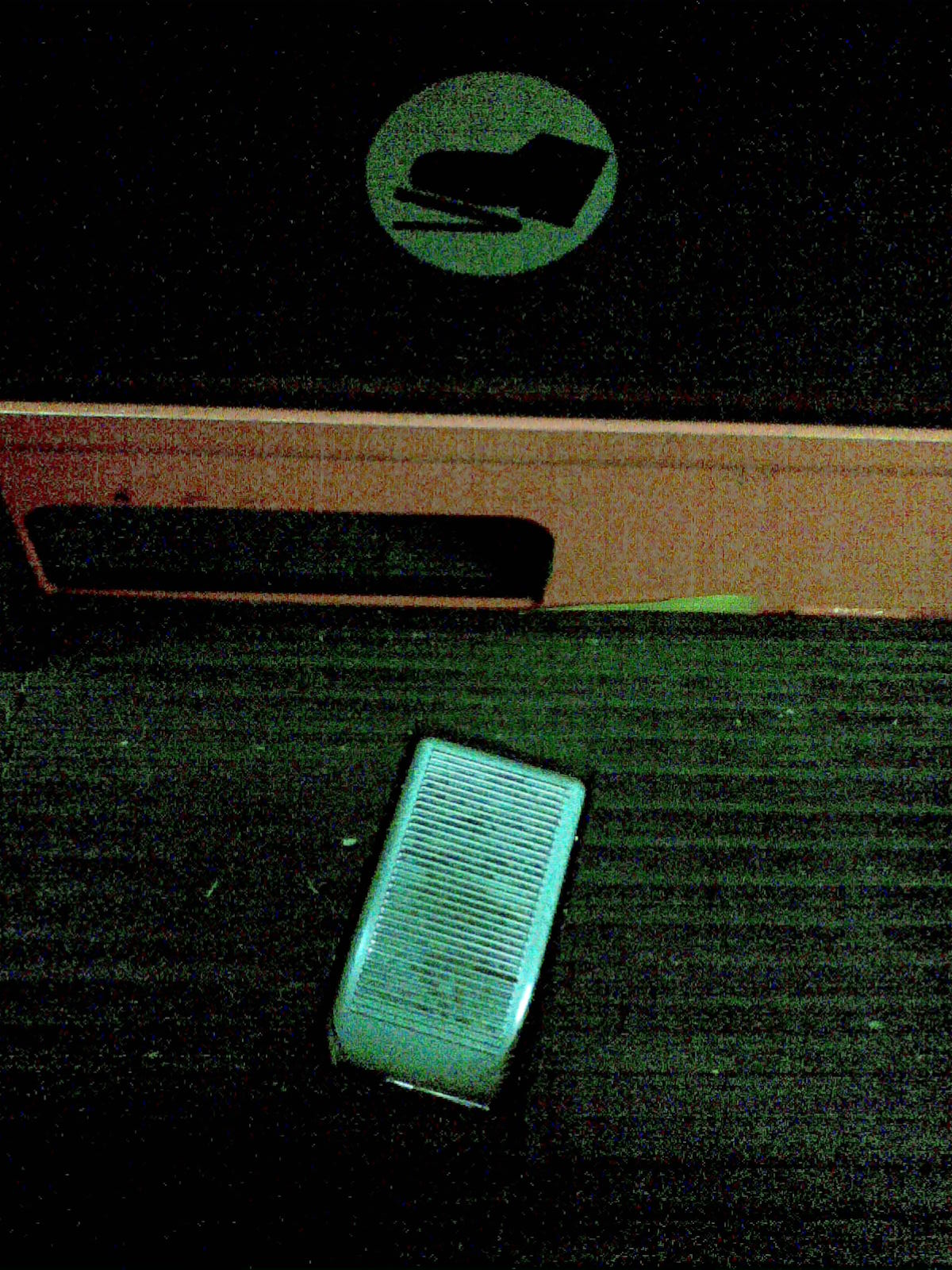
Ножная педаль в грузовике

Построены по простому принципу, когда на них нажимает (или удерживает в определённом положении) человек-оператор. Это могут быть кнопки или рычаги на органах управления, с которыми контактирует рука человека, а также педали, с которыми находится в постоянном контакте его нога. В каждом из указанных случаев срабатывает система защиты, если с человеком случилась какая-то беда и он потерял сознание или умер.
Этот способ защиты широко распространён на транспорте. Он же используется и в различных опасных для жизни инструментах — пилах, газонокосилках и других. Так, каждая косилка, продаваемая в США с 1982 года, имеет переключатель мертвеца под названием «контроль присутствия оператора», который по закону должен остановить лезвия в течение трёх секунд после того, как человек отпустит элементы управления.
На транспорте переключатель мертвеца также может быть расположен под сиденьем водителя или машиниста и включается, если человек не находится на сиденье. Этот способ часто используется на тракторах и газонокосилках. Он полезен также для того, чтобы машиной не воспользовались дети, чей вес гораздо меньше веса взрослого человека.

### Сенсорные
На некоторых транспортных средствах регулятор скорости оснащается ёмкостным сенсорным датчиком для обнаружения руки водителя. Если рука удаляется из поля действия датчика на установленный заранее промежуток времени, активируется тормозная система транспорта.

## В программном обеспечении
Принцип переключателя мертвеца стал использоваться и в программном обеспечении, но с несколько изменённой целью. Как правило, он применяется, если человек не может войти в систему в течение какого-то времени — в этом случае выполняется рассылка уведомления друзьям или удаление и шифрование данных. Также это может происходить, если неавторизованный пользователь получает доступ к защищённому компьютеру.

## В космосе
Многие космические корабли используют систему переключателя мертвеца для защиты от сбоев в управлении. Для этого, в частности, используется сторожевой таймер — аппаратно реализованная схема контроля над зависанием системы. Если время таймера истекает, космический аппарат вводит алгоритм «потери команды» и сбрасывает некоторые установки (или переходит в безопасный режим работы) до получения действительной команды.